# 保羅·費拉拿
保羅·費拉拿（葡萄牙語：Paulo Renato Rebocho Ferreira，簡稱，1979年1月18日—），已退役葡萄牙足球運動員，職業生涯大部分時間為切尔西效力。

## 球會生涯
保羅費拉拿是在2002年以200萬歐元從一家名為塞圖巴爾的葡萄牙球會轉會至葡超勁旅波圖。2003年，保羅費拉拿替波圖奪得葡超、葡萄牙杯冠軍，以及歐洲足協盃冠軍。
費拉拿憑以出色的防守，為波圖贏得2004年歐冠杯冠軍。2005年，銳意增兵的英超新興冠軍車路士以1320萬英鎊簽入保羅費拉拿，成為車路士葡籍領隊摩連奴的核心人物。結果加盟後首兩季他協助球會連贏兩屆英超冠軍：首一季以破英超聯賽積分紀錄贏得，翌季更首兩個月拋離其他對手衛冕成功。
06/07年球季，由於車路士後防受傷患問題困擾，保羅費拉拿曾串演左閘及中堅，惜效果不及其隊友艾辛移任後防般理想。
2013年5月，保羅費拉拿的合約將於夏天到期，由於保羅費拉拿長期擔任後備，狀態不斷下滑，車路士不打算與其續約。他在2013年5月19日對陣愛華頓的英超煞科戰中在86分鐘後備登場，迎接自己在藍軍的最後一場英超比賽，球迷以熱烈掌聲感謝保羅費拉拿9年來為車路士的貢獻。

## 國家隊生涯
在波圖成名後，保羅費拉拿成為了葡萄牙國家隊主力之一。事實上，他曾為葡萄牙21歲以下國家隊成員，共上陣27場。卓越的球技使史高拉利招攬保羅費拉拿，成為國家隊的一份子。但在2004年的歐洲國家杯，由於保羅費拉拿的一個嚴重犯錯使他暫時列為後備球員。有趣的是，保羅費拉拿在04年歐洲國家杯出賽2場——揭幕戰和決賽，葡萄牙均輸掉。
其後保羅費拉拿出席過2006年世界杯，為葡萄牙國家隊贏得當屆世界杯第四名。

## 榮譽

### 波圖
- 歐洲聯賽冠軍盃：2004年
- 歐洲足協盃：2003年
- 葡萄牙超級足球聯賽：2003年、2004年
- 葡萄牙盃：2003年

### 車路士
- 歐洲聯賽冠軍盃：2012年
- 英格蘭超級足球聯賽：2005年、2006年、2010年
- 足總盃：2007年、2009年、2012年
- 聯賽盃：2005年、2007年
- 社區盾：2005年
- 歐霸盃冠軍：2012/13年